# Gerbillus watersi
Gerbillus watersi és una espècie de mamífer rosegador de la família dels múrids. Viu a Djibouti i el Sudan. Els seus hàbitats naturals són les planes gravenques, els deserts i els semideserts. Es desconeix si hi ha cap amenaça significativa per a la supervivència d'aquesta espècie.
L'espècie fou anomenada en honor del col·leccionista A. W. Waters.